# Sirkka Polkunen
Sirkka Tellervo „Telle” Vilander z d. Polkunen (ur. 6 listopada 1927 w Jyväskylä, zm. 28 września 2014 w Laukaa) – fińska biegaczka narciarska, złota medalistka olimpijska oraz srebrna medalistka mistrzostw świata.

## Kariera
Jej olimpijskim debiutem były igrzyska w Oslo w 1952 roku, gdzie zajęła piąte miejsce w biegu na 10 km techniką klasyczną. Były to pierwsze igrzyska, na których rozegrano kobiece biegi narciarskie. Cztery lata później, podczas igrzysk olimpijskich w Cortinie d’Ampezzo na tym samym dystansie zajęła ósme miejsce. Ponadto wspólnie z Mirją Hietamies i Siiri Rantanen wywalczyła złoty medal w sztafecie 3 × 5 km.
W 1954 roku wystartowała na mistrzostwach świata w Falun. Finki w tym samym składzie co w Cortinie d’Ampezzo zdobyły kolejny medal w sztafecie, tym razem srebrny. Jako że był to także debiut kobiecych biegów na mistrzostwach świata, wraz z koleżankami zostały pierwszymi mistrzyniami świata w sztafecie w historii tego sportu. Na tych samych mistrzostwach zajęła także szóste miejsce w biegu na 10 km. Na kolejnych mistrzostwach już nie startowała.
Polkunen nigdy nie zdobyła tytułu mistrzyni Finlandii, ale w 1954 roku zdobyła srebrny medal w biegu na 10 km oraz brązowe medale na tym dystansie w latach 1951, 1953 i 1956. Wygrała także bieg na 10 km w Zakopanem w 1955 roku. W 1953 i 1955 roku była trzecia w biegu na 10 km podczas zawodów Salpausselän Kisat.

## Osiągnięcia

### Igrzyska Olimpijskie
| Miejsce | Dzień       | Rok  | Miejscowość       | Konkurencja             | Czas biegu | Strata | Zwyciężczyni    |
| ------- | ----------- | ---- | ----------------- | ----------------------- | ---------- | ------ | --------------- |
| 5.      | 23 lutego   | 1952 | Oslo              | 10 km stylem klasycznym | 41:40      | +1:27  | Lydia Wideman   |
| 8.      | 28 stycznia | 1956 | Cortina d’Ampezzo | 10 km stylem klasycznym | 38:11      | +2:14  | Lubow Kozyriewa |
| 1.      | 1 lutego    | 1956 | Cortina d’Ampezzo | Sztafeta 3 × 5 km       | 1:09:01    | -      | -               |

### Mistrzostwa świata
| Miejsce | Dzień     | Rok  | Miejscowość | Konkurencja             | Czas biegu | Strata | Zwyciężczyni    |
| ------- | --------- | ---- | ----------- | ----------------------- | ---------- | ------ | --------------- |
| 2.      | 17 lutego | 1954 | Falun       | Sztafeta 3 × 5 km       | 1:05:54    | +0:25  | ZSRR            |
| 6.      | 21 lutego | 1954 | Falun       | 10 km stylem klasycznym | 40:14      | +0:53  | Lubow Kozyriewa |